# Promise This
Promise This – singel brytyjskiej piosenkarki Cheryl Cole zapowiadający drugi studyjny album artystki zatytułowany Messy Little Raindrops. Singel został wydany 24 października 2010 roku, wyprodukowany został przez Wayne'a Wiklinsa, a napisany przez Priscillę Renea, Wayne'a Wilkinsa i Christophera Jacksona.

## Lista utworów
Singiel CD
1. "Promise This" (Radio Edit) – 3:23
2. "Promise This" (Digital Dog Remix Edit) – 3:47

Digital Remix
1. "Promise This" (Nu Addiction Dub Mix)

Digital EP
1. "Promise This" – 3:23
2. "Promise This" (Nu Addiction Radio Edit)- 3:31
3. "Promise This" (Almighty Radio Edit) – 4:04
4. "Promise This" (Digital Dog Remix Edit) – 3:47

Digital EP – Remixy
1. "Promise This" (Mayday's Club Mix) – 4:10
2. "Promise This" (Nu Addiction Club Mix) – 7:52
3. "Promise This" (Almighty Club Mix) – 8:39
4. "Promise This" (Digital Dog Remix) – 6:03
5. "Promise This" (Funkagenda Remix) – 6:47

## Notowania
| Lista (2010)                          | Najwyższa pozycja |
| ------------------------------------- | ----------------- |
| Australian Singles Chart              | 78                |
| Belgian Flanders Singles Chart        | 19                |
| Czechy (IFPI)                         | 17                |
| European Hot 100 Singles              | 5                 |
| Węgry (Rádiós Top 40)                 | 14                |
| Irish Singles Chart                   | 1                 |
| Rumunia (UPFR)                        | 46                |
| Szkocja (The Official Charts Company) | 54                |
| Słowacja (IFPI)                       | 32                |
| UK Singles Chart                      | 1                 |

| Lista (2010)            | Pozycja |
| ----------------------- | ------- |
| Hungarian Airplay Chart | 98      |
| UK Singles Chart        | 39      |

## Historia wydania
| Kraj            | Data                 | Format                         | Wytwórnia           |
| --------------- | -------------------- | ------------------------------ | ------------------- |
| Dania           | 24 października 2010 | Digital download (EP, Remixes) | Universal Music     |
| Irlandia        | 24 października 2010 | Digital download (EP, Remixes) | Universal Music     |
| Wielka Brytania | 24 października 2010 | Digital download (EP, Remixes) | Fascination Records |
| Wielka Brytania | 25 października 2010 | Singel CD                      | Fascination Records |
| Meksyk          | 24 listopada 2010    | Digital download               | Universal Music     |